# Cud w Cokeville
Cud w Cokeville – amerykański film dramatyczny oparty na autentycznych wydarzeniach, które miały miejsce w szkole podstawowej w Cokeville w 16 maja 1986 roku.

## Treść
Małżeństwo Youngów, David (Nathan Stevens) i Doris (Kymberly Mellen), wchodzi na teren szkoły podstawowej i bierze za zakładników ponad setkę dzieci i wszystkich nauczycieli. Napastnicy grożą detonacją bomby. W pewnym momencie bomba przypadkowo eksploduje, jednak, mimo obrażeń, nikt nie ginie. Po tym wydarzeniu dzieci relacjonowały, że widziały w klasie anioły i piękną postać w bieli.

## Obsada
- Jasen Wade - Ron Hartley
- Sarah Kent - Claudia Hartley
- Kimball Stinger - Jason Hartley
- Alexa Rae - Cindy Hartley
- Nathan Stevens - David Young
- Kymberly Mellen - Doris Young
- Caitlin EJ Meyer - Penny Young
- Paul Hunt - Channon Voyce
- Alan Peterson - Max Excelly.
- Jillette Dayton - Christina "Tina" Cook
- Barta Heiner - Verlene Bennion
- Liz Christensen - Pat Bennion
- Joshua Cooper - John Miller
- Rick Macy - Rich Haskell
- Shawn Stevens - John Teichert